# Lipinka Gdańska
Lipinka – nieistniejąca węzłowa stacja kolejowa w Lipince wchodząca w skład Gdańskich Kolei Dojazdowych.

## Historia
Powstała w 1898 roku po wybudowaniu linii kolejowej z Lichnów przeznaczonej do dowozu buraków cukrowych do cukrowni w Nowym Stawie. Status stacji węzłowej uzyskała 1 października 1909 roku po uruchomieniu linii kolejowej ze Stegny do Malborka Kałdowa. 
W latach sześćdziesiątych DOKP w Gdańsku podjęła decyzję o zawieszeniu przewozów pasażerskich na linii do Lichnów. 8 października 1996 roku zawieszono przewozy pasażerskie do Nowego Dworu Gdańskiego (Stegny) oraz Malborka Kałdowa. 4 listopada 1996 roku zawieszono przewozy towarów (buraków cukrowych) na całej sieci Gdańskich Kolei Dojazdowych i podjęto decyzję o likwidacji sieci kolei wąskotorowych.